# 버드와이저

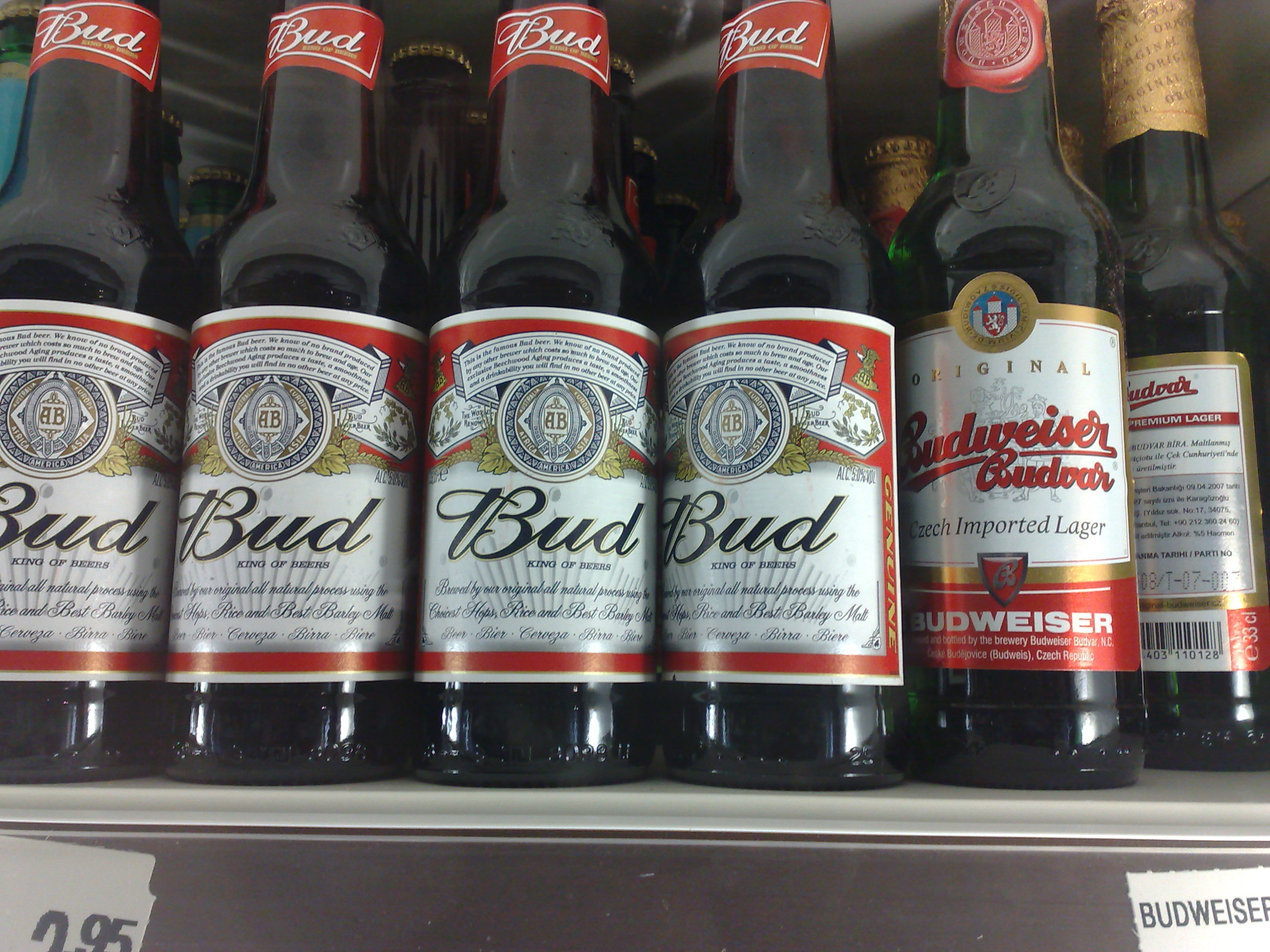
버드와이저 맥주

버드와이저(Budweiser)는 미국의 앤하이저부시가 1876년부터 제조, 판매하는 미국을 대표하는 라거 맥주 상표이다. 버드와이저 맥주의 대표 제품군으로는 버드, 버드 라이트, 버드 아이스 등이 있다. 버드와이저라는 이름은 체코의 도시인 체스케부데요비체(České Budějovice)의 독일어 이름인 뵈미슈부트바이스(Böhmisch Budweis)에서 유래된 이름이다.

## 성분
버드와이저 맥주는 보리엿 기름, 쌀, 이스트, 물과 홉 등의 성분으로 만든다. 알코올 도수는 5%이다.